# اريك وليامز (لاعب كرة قدم أمريكية أمريكي)
اريك وليامز (بالإنجليزية: Eric Williams)‏ هو لاعب كرة قدم أمريكية أمريكي، ولد في 24 فبراير 1962 في ستوكتون في الولايات المتحدة.

## وصلات خارجية
- أريك وليامز على موقع مرجع كرة القدم المحترفة.كوم (الإنجليزية)